# Antherotoma
Antherotoma é um género botânico pertencente à família Melastomataceae.